# 日豊
日豊（にっぽう）は、旧令制国の豊後国及び日向国を合わせた地域の呼称である。また、大分県及び宮崎県を合わせた地域も、旧国の豊後国及び日向国におおむね相当することから、日豊と呼ばれることがある。

## 概要
日豊という呼称で呼ばれる地域のうち、旧令制国の豊後国・日向国と現在の大分県・宮崎県の範囲の相違は以下の通りである。
- 現在の大分県には、旧豊後国全域に加えて、旧豊前国下毛郡、宇佐郡（現在の中津市、宇佐市）が含まれる。
- 現在の宮崎県には、旧日向国のうち、旧南諸県郡（現在の鹿児島県志布志市）は含まれない。

豊国には、豊前国、豊後国の両国が含まれるので、「豊」はこの両国を指して用いられ得る語であるが、実際に「日豊」に含まれるのは旧豊後国または現在の大分県の地域のみであり、旧豊前国の中でも現在の福岡県に含まれる地域（北九州市の一部や行橋市など）を日豊に含めることはない。
現在では、「日豊」は、主として大分・宮崎両県に関連する事物の名称に冠されることが多い。ただし、「日」は日本あるいは太陽などを意味し、「豊」には豊かであるという意味があることから、大分県や宮崎県に特別な関係のない企業名などに「日豊」が用いられていることも多いため、「日豊」を冠する事物が必ず大分県や宮崎県に関係があるというわけではない。また、近年では、大分県及び宮崎県を合わせた地域の呼称として、東九州が用いられることも多い。
なお、まれに「日豊」の代わりに「豊日」が用いられることもある。例えば、大分県・宮崎県で話される方言は、豊日方言と呼ばれる。

## 日豊を冠する事物
- 日豊本線 - 福岡県北九州市の小倉駅から、大分県、宮崎県を経て、鹿児島県鹿児島市の鹿児島駅に至る九州旅客鉄道（JR九州）の鉄道路線。
- 日豊海岸 - 大分県中部から宮崎県北部にかけて延びるリアス式海岸。
  - 日豊海岸国定公園 - 日豊海岸を対象地域とする国定公園